# Passo del Pertus
Il passo del Pertüs (detto anche valico di Forcella Alta) è un valico prealpino posto a circa 1300 m s.l.m che mette in comunicazione la Valle San Martino e la Valle Imagna, in provincia di Bergamo.
Prende il nome dalla parola bergamasca "Pertüs", che ha radici analoghe alla parola italiana "pertugio", ad indicare un passaggio alquanto stretto.
Il passo è raggiungibile da Sant'Omobono Terme tramite la SP 22, seguendo le indicazioni per il vicino valico di Valcava. A circa 1,5 km da Valcava si devia per il Pertüs imboccando una stretta curva a destra.
In prossimità del valico è presente un laghetto: da lì è possibile abbandonare l'auto per seguire dei sentieri escursionistici che portano all'originario passo del Pertüs (1193 m), dove è presente un ponte di epoca spagnola.
La strada asfaltata invece scende in direzione Carenno, attraverso Forcella Alta, per qualche centinaio di metri. La discesa verso la Valle di San Martino avviene attraverso una strada stretta ed in cattive condizioni, non aperta al traffico. Per discendere verso la Val San Martino, ed in particolare Torre de Busi, si utilizza il passo di Valcava.